# Benoitesmus gibberosus
Benoitesmus gibberosus är en mångfotingart som först beskrevs av Demange 1972.  Benoitesmus gibberosus ingår i släktet Benoitesmus och familjen Chelodesmidae. Inga underarter finns listade i Catalogue of Life.